# Луња звиждара
Луња звиждара (Haliastur sphenurus) је врста птице грабљивице из породице јастребова. Насељава Аустралију (укључујући острва), Нову Каледонију и велики део Нове Гвинеје (изузев средишњих планина и северозапада). Име дугује свом гласном оглашавању у лету, које подсећа на звиждање. Неки аутори ову врсту смештају у род Milvus, упркос израженим разликама у понашању, песми и перју између ње и врста из овог рода.

## Опис
Луња звиждара достиже дужину од 50–60 cm и распон крила од 123–146 cm. Мужјаци у просеку теже 600g-750g, а женке 750g-1.000g. Женке су у просеку веће и теже од мужјака, могу бити веће и до 21%, а теже до 42%. Јединке које живе на југу ареала су веће од оних које живе у тропима. По изгледу перја мужјаци и женке се не разликују. Одраслим јединкама су глава, груди и реп светлосмеђе боје, док су крила тамносмеђа, са црним летним перима. Младим јединкама је перје прошарано црвенкасто смеђим пругама, са видљивим светлим пегама на крилима. Заједничко и одраслим и младим птицама је изглед ногу, које су без перја и боје су кости. Љуња звиждара има малу главу, кратке ноге и дугачак реп. Иако су јој ноге кратке, лако се креће по тлу.

## Станиште
Насељава отворена или слабо пошумљена подручја, по правилу живи у близини воде, на надморским висинама до 1.400 m. Већина популација луње звиждаре су станарице, али има и популација које су селице. Део селица се у сушној сезони сели на северну обалу Аустралије; док се један део птица из јужне Аустралије сели даље на југ, када дође јесен. Постоје докази да се бројност врсте смањује у јужној Аустралији, због исушивања мочвара и последичног смањења извора хране.

## Понашање
Луња звиждара се углавном може видети у пару или сама, мада се понекад окупља у веће скупине, нарочито током сеобе, као и на местима где постоји обиље хране.

### Исхрана
Храни се малим сисарима, птицама, рибама, гмизавцима, водоземцима, раковима, инсектима и лешинама. Птице које живе у Аустралији се претежно хране живим пленом (изузев зими, када се углавном хране лешинама), док се оне које живе на Новој Гвинеји претежно хране лешинама. Већину хране (плена или лешина) узима са тла или из воде близу површине, а инсекте понекад лови у ваздуху. Љуња звиждара је позната по томе што краде плен од ибиса и чапљи, као и од других птица грабљивица, али и по томе што присиљава велике барске птице да поврате свој улов. Редовно надлећу путеве у потрази за животињама које су прегазила кола, као и ивице поља захваћених пожаром, у потрази за потенцијалним пленом који бежи од пламена. Када хране нема довољно, у највећој мери се хране лешинама.

### Гнежђење
Гнездо луње звиждаре је велика платформа направљена од грања и обложена зеленим лишћем, смештена на делу високог дрвета, на ком се гране рачвају увис. Најчешће бира дрво еукалиптуса или бора, које расте уз обалу реке. Парови обично поново користе гнездо из године у годину, сваке године додајући нови материјал у гнездо. Женка обично снесе 2–3 плавичасто бела јајета, која понекад прекривају црвенкасто смеђе мрље; али се понекад у гнезду може наћи 1–4 јајета. Инкубација траје 35–40 дана, а стопа излегања се креће око 60%. Птићи су прекривени паперјем кремасте и светлосмеђе боје, у гнезду проводе 44–54 дана, а након напуштања гнезда, од родитеља зависе наредних 6–8 недеља. У Аустралији птице се обично гнезде између јуна и октобра на југу, док се на северу гнезде између фебруара и маја, али се након кише могу гнездити у било које доба године, под условом да има довољно извора хране.